# عدد ماخ واگرایی-پسار
عدد ماخ واگرایی-پَسار (انگلیسی: Drag-divergence Mach number) به عدد ماخی گفته می‌شود که در آن درگ (پَسار) هواگرد بر روی ماهی‌واره یا بدنه هواگرد، با ادامه افزایش عدد ماخ، به‌سرعت شروع به افزایش می‌کند. این افزایش می‌تواند باعث شود که ضریب پسار به بیش از ده برابر مقدار کم‌سرعت برسد.
مقدار عدد ماخ واگرایی-پَسار معمولاً بزرگ‌تر از ۰٫۶ است و بنابراین دارای اثر تراصوتی است. عدد ماخ واگرایی-پَسار معمولاً نزدیک و همیشه بزرگتر از عدد ماخ بحرانی است. به‌طور کلی ضریب پسار در ۱٫۰ ماخ به اوج خود می‌رسد و پس از انتقال به رژیم ابرصوتی در تقریباً بالاتر از ۱٫۲ ماخ دوباره شروع به کاهش می‌کند.